# Füssener Hütte
Die Füssener Hütte ist eine private Alpenhütte in Tirol. Sie befindet sich auf 1520 m Höhe in den Allgäuer Alpen in der Untergruppe der Tannheimer Berge.

## Geschichtliches
Die Sennalpe bestand seit 1837. Nachdem die Besitzer der Hütte einige Male wechselten, wurde die Hütte 1938 in die Jägerhütte der Gebirgsjäger umgebaut, die die Hütte bis zum Kriegsende 1945 nutzten. Seitdem wird die Füssener Hütte als Berghütte genutzt.

## Aufstieg
Es gibt verschiedene Möglichkeiten, zur Füssener Hütte zu gelangen:
- Der direkte Zugang erfolgt vom Talort Musau (821 m) auf einem kleinen Bergweg auf die Achsel, von der man einen schönen Ausblick auf das Lechtal hat. Von dort aus gelangt man auf Forststraßen über die Musauer Alm (Einkehrmöglichkeit) am Sababach bis zu einem Abzweig, von dem aus ein Steig bis zur Hütte führt (Gesamtgehzeit etwa 2 bis 2½ Stunden).
- Von Grän (1138 m) im Tannheimer Tal gelangt man über das Füssener Jöchl (1818 m) zur Hütte. Der Aufstieg kann durch Benutzung der Kabinenseilbahn auf das Füssener Jöchl abgekürzt werden (Gesamtgehzeit etwa 2½ Stunden ohne oder etwa 1 Stunde mit Seilbahnbenutzung).
- Von Vils (826 m) führt eine Forststraße zur Vilser Alpe (1225 m, Einkehrmöglichkeit). Von dort aus gelangt man auf einem Bergsteig über die Vilser Scharte (1815 m) zur Füssener Hütte. Vor der Vilser Scharte ist der Weg mit Seilen und zwei Leitern versichert und nur für trittsichere Bergsteiger zu empfehlen (Gesamtgehzeit ca. 3½ Stunden).

## Touren von der Füssener Hütte
Von der Füssener Hütte aus lassen sich einige umliegende Gipfel der Tannheimer Berge besteigen. Für Kinder ab sechs Jahren ist beispielsweise die Große Schlicke (2059 m, Gehzeit: 1½ Stunden) geeignet. Ein anderes Gipfelziel ist der Schartschrofen (1968 m, Gehzeit: 1½ Stunden). Anspruchsvolle Touren sind die Besteigung der Roten Flüh (2111 m, Gehzeit: 2 Stunden), des Gimpel (2176 m, Gehzeit: 3 Stunden) oder der Gehrenspitze (2164 m, Gehzeit: 3½ Stunden). Der höchste Berg der Tannheimer Berge, die Kellenspitze (2238 m), kann in vier Stunden erreicht werden.

## Übergang zu anderen Hütten
- Bad Kissinger Hütte
- Tannheimer Hütte
- Gimpelhaus
- Otto-Mayr-Hütte (benachbart)

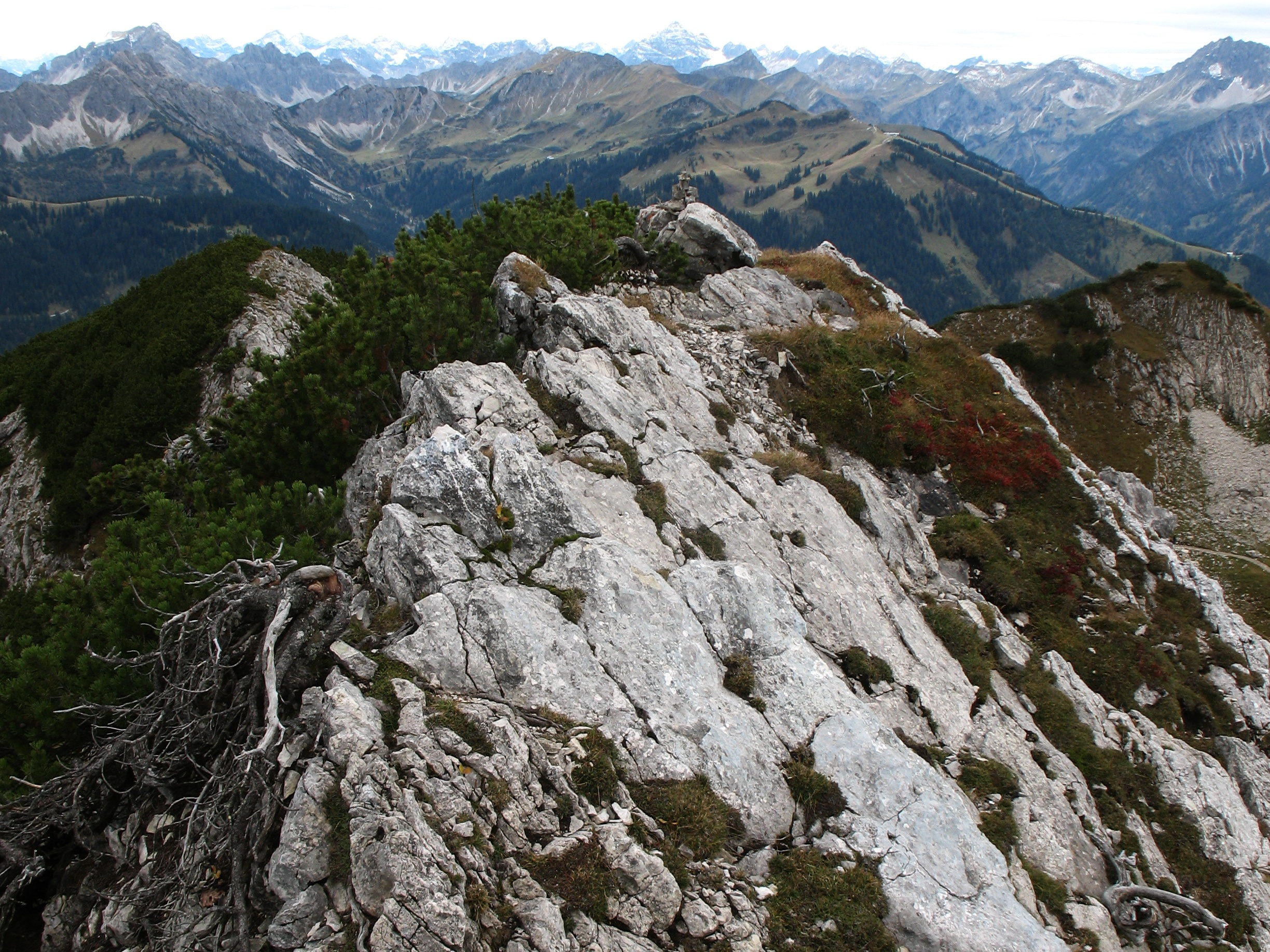
Alpine Landschaft oberhalb der Hütte mit Wanderweg vom Füssener Jöchle (von Sefenspitze)

- Willi-Merkl-Gedächtnis-Hütte (direkt benachbart)

## Karten
- Alpenvereinskarte BY 5 Tannheimer Berge – Köllenspitze, Gaishorn (1:25.000)